# كولن ميتشيل
كولن ميتشيل (27 يناير 1929 في المملكة المتحدة - 13 سبتمبر 2007 في المملكة المتحدة) (بالإنجليزية: Colin Mitchell)‏ هو لاعب كريكت بريطاني. لعب مع نادي مقاطعة سومرست للكريكت ‏.